# Radosław Kaleta
Radosław Grzegorz Kaleta – polski językoznawca, doktor habilitowany nauk humanistycznych,  pracownik naukowy Katedry Białorutenistyki Wydziału Lingwistyki Stosowanej Uniwersytetu Warszawskiego. Były kierownik Katedry Białorutenistyki (01.10.2019-30.09.2024), obecnie prodziekan Wydziału Lingwistyki Stosowanej (od 01.09.2024).

## Życiorys
W latach 2007–2009 ukończył studia filologii białoruskiej i filologii polskiej na Uniwersytecie Warszawskim, w 2012 r. obronił pracę doktorską Białorusko-polska homonimia międzyjęzykowa, której promotorem była dr hab. Nina Barszczewska, w 2019 r. habilitował się na podstawie pracy zatytułowanej Błędologia w glottodydaktyce białorutenistycznej.
Pracuje na stanowisku profesora uczelni w Katedrze Białorutenistyki na Wydziale Lingwistyki Stosowanej Uniwersytetu Warszawskiego.
Więcej informacji można znaleźć na portalu ORCID, w bazie Ludzie Nauki i portalu LinkedIn.